# 安齋陽菜
安齋 陽菜（あんざい はるな、2001年10月6日 - ）は、日本の女性ファッションモデル、タレントである。
2020年4月現在の所属事務所は株式会社Lovers。岩手県在住。血液型はAB型。愛称は「はるたむ」。

## 経歴
女子高生ミスコン2018ファイナリスト。
2019年4月9日 - 7月2日、恋する♥週末ホームステイ season8 に出演。

## 出演
- 恋する♥週末ホームステイ（2019年4月16日 - 7月2日、ABEMA）